# Леви, Гавриил Давидович
Гавриил Давидович Ле́ви (род. 16 августа 1982 года, Санкт-Петербург) — российский предприниматель, генеральный директор и основатель IT-компании в сфере образовательных технологий «Дневник.ру».

## Ранние годы
Гавриил Леви родился в Санкт-Петербурге в семье врачей. В конце 80-х перед родителями Гавриила встал вопрос: приобрести люстру или компьютер Commodore 64. Для семилетнего парня выбор был очевиден. Семья осталась без люстры.
«Один знакомый семьи запрограммировал „Змейку“. Меня это поразило до глубины души, когда можно сделать то, что придумал», — вспоминал в интервью изданию Republic Гавриил Леви.
В 1999 году окончил Международную школу Герценовского университета и поступил в Санкт-Петербургский государственный университет. В 2001 году перевёлся в Колумбийский университет в Нью-Йорке, пройдя конкурс в несколько тысяч человек на место. В 2004 году окончил университет с отличием.
После участвовал в создании брокерской онлайн-фирмы Capital Market Services LLC. В компании отвечал за управление проектами по разработке всей линейки продуктов. При участии Леви было создано и запущено 18 проектов, включая флагманскую торговую платформу Visual Trader.

## Бизнес

### Capital Market Services
В течение 5 лет при участии Гавриила компания Capital Market Services (CMS) из стартапа выросла в крупный бизнес — 100 000 клиентов, $500 миллиардов оборота торговых сделок в месяц, 8 глобальных офисов, в том числе центр исследований и разработок на 70 человек. А также Европейский офис продаж в России — Леви создал и возглавлял его с 2007 года. В 2010 году CMS была продана GAIN Capital.

### Дневник.ру
В 2007 году Гавриил Леви основал в Санкт-Петербурге компанию «Дневник.ру» вместе с предпринимателем Александром Зубковым (через несколько лет Александр, как он сам сообщает в своем блоге, постепенно отошёл от дел).
В 2009 году, собрав группу талантливых программистов и экспертов в сфере образования, запустил для учителей, учеников и родителей одноимённую цифровую образовательную платформу «Дневник.ру» с функцией соцсети, документооборота и элементами дистанционного обучения. Компания использует модель freemium — подключает систему бесплатно, а зарабатывает на дополнительных опциях: различных коммерческих сервисах и приложениях, размещении рекламы внутри площадки. Проект призван усовершенствовать образование, сделав его технологичным, современным и доступным для всех.
Как сообщается на официальном сайте проекта, на посту генерального директора Леви отвечает за стратегию, операционное планирование, создание команды и глобальное развитие.

#### Запуск проекта
Идея «Дневник.ру» появилась у Леви в 2003 году, когда он наблюдал за стартом Facebook. Гавриил думал, что сервис будет образовательным, ведь стартовал он как университетская сеть. Когда Facebook стал социальным сервисом для всех, Леви понял, что идея осталась нереализованной. И через 5 лет у него появилась возможность воплотить её в реальность.
«Все, кто мог — знакомые и друзья, партнеры — одолжили мне деньги». Вкладывал и свои", — рассказал он в интервью Republic.
Собранных средств хватило, чтобы нанять программистов и снять офис на Петроградке. Когда первая версия была готова, Леви пошёл в петербургские школы с предложением поработать с его системой.
Первой стала гимназия № 56, где учился его четырнадцатилетний брат. Сначала директор не поверила в перспективы сервиса, посчитав, что учителя не захотят тратить время на то, чтобы переучиваться и вести все дела онлайн (заполнять онлайн-журналы, ставить оценки в виртуальные дневники, выдавать и комментировать домашние задания). Однако Леви удалось убедить учителей в том, что система поможет экономить им время на 30 %-70 %. В итоге эта гимназия первой подключилась к «Дневник.ру». За год к системе подключилась ещё тысяча школ.
Сегодня с «Дневник.ру», по данным этого сайта, работает каждая вторая школа России и порядка 12 миллионов пользователей.

#### Развитие компании
В 2011 году «Дневник.ру» получил первый транш венчурных инвестиций 1,7 миллионов долларов от фонда Prostor Capital. В 2012 второй транш инвестиций от фонда Runa Capital в 5 миллионов долларов.
Как Леви заявил на конференции «Национальная технологическая революция 20.35», состоявшейся в ноябре 2017-го, в 2015 году в рамках государственно-частного партнёрства в Московской области на базе продуктов компании «Дневник.ру» был создан «Школьный портал», разработанный для образовательных организаций региона.
В 2016 году при участии «Дневник.ру» на территории Казахстана внедрена образовательная платформа «Кунделік», как отмечают в своих интервью Гавриил Леви и руководитель проекта «Кунделік» Мухтар Ильясов. Сегодня, по данным на официальном сайте проекта, с этой платформой работает почти 6 тыс. школ и около 4 млн пользователей.
По данным аналитического портала SimilarWeb, в 2017—2018 учебном году «Дневник.ру» вошёл в топ-10 сайтов образовательной тематики по посещаемости в мире, «Школьный портал» в топ-30. А сайт Kundelik.kz, по данным этого же портала, в мае 2018 занял 10 место по посещаемости в Казахстане.
Как отмечают представители компании «Дневник.ру», несмотря на масштабирование проекта, до сих пор существует ряд сложностей при внедрении систем в образовательные организации, так как для большого количества школ остаётся актуальной проблема недостаточного материально-технического обеспечения. В том числе далеко не все из них оснащены качественным интернетом.
В 2018 году «Дневник.ру» включён в базу региональных кейсов цифровой трансформации АНО «Цифровая экономика» (учреждённой Правительством РФ), в частности, за то, что позволяет обеспечить внедрение цифровых решений в регионах РФ, экономя госбюджет. Проекты из данной базы направлены на повышение эффективности госуправления и бизнеса в разных сферах жизни общества, в том числе в сфере образования. По словам директора по региональной политике АНО «Цифровая экономика» Александра Зорина, эффективность кейсов, среди которых отмечен и «Дневник.ру», подтверждена представителями регионов.

#### Награды и премии Дневник.ру
- «Дневник.ру» три раза получал «Премию Рунета»: в 2010 и 2011 годах в номинации «Учительский интернет-проект года», а в 2012 году в номинации «Электронное государство в информационном обществе».
- В 2012 году «Дневник.ру» получил премию World Summit Awards как победитель в категории E-Learning&Education[20].
- В 2013 году компания «Дневник.ру» получила премию «Technology Pioneer» по версии World Economic Forum[21].
- В 2016 году проект «Дневник.ру» признан лучшим в сфере образовательных технологий на международном конкурсе EdTechXEurope[22].

### Киберспорт
Летом 2017 года Леви провёл первый всероссийский онлайн-турнир по киберспорту для школьников. В чемпионате участвовали пользователи цифровой образовательной платформы «Дневник.ру» со всей России, а также «Школьного портала» Московской области. Для этого надо было зарегистрировать команду из 5-6 человек (в групповых дисциплинах) или зарегистрироваться самостоятельно (в индивидуальных). Дети соревновались в 6 дисциплинах: Dota 2, World of Tanks, Hearthstone, League of Legends, Overwatch, FIFA 17. Эти игры выбрали пользователи системы «Дневник.ру» и «Школьного портала» в ходе предварительного голосования.
«Недавно киберспорт стал официально признанным видом спорта в России. Сегодня в стране формируются школьные и студенческие лиги, специальные секции, региональные федерации. Стереотипы о „геймерах“ постепенно разрушаются. Ведь многие современные игры развивают аналитические способности, память, воображение, а также лидерские качества и навыки работы в команде. Заставляют нестандартно мыслить, прогнозировать. Наш чемпионат — прекрасная возможность для школьников проявить свои таланты. А для родителей — оценить их по достоинству», — отмечал Гавриил Леви в интервью «Классному журналу».
Зимой 2018 года «Дневник.ру» во второй раз организовал школьный киберспортивный онлайн-чемпионат. Соревнования проходили в 7 дисциплинах: Dota 2, Overwatch, Hearthstone, Clash Royale, FIFA 18, World of Tanks, League of Legends.
В 2022 году запустил платную подписку на приложение Дневник.ру.

## Позиции в рейтингах
В 2013 году в рейтинге успешных молодых предпринимателей России интернет-издания The Village Гавриил Леви занял 11-ю строчку. Главным критерием для определения места в рейтинге стала стоимость доли героя в его бизнесе.
В 2014 году Коммерсантъ опубликовал рейтинг «Топ-100 российских интернет-миллионеров», в котором Леви занял 80-е место. При оценке интернет-состояний инвесторов и предпринимателей учитывалась стоимость их долей в компаниях, более 50 % выручки которых приходится на ИТ-отрасль.